# Zilveren tientje

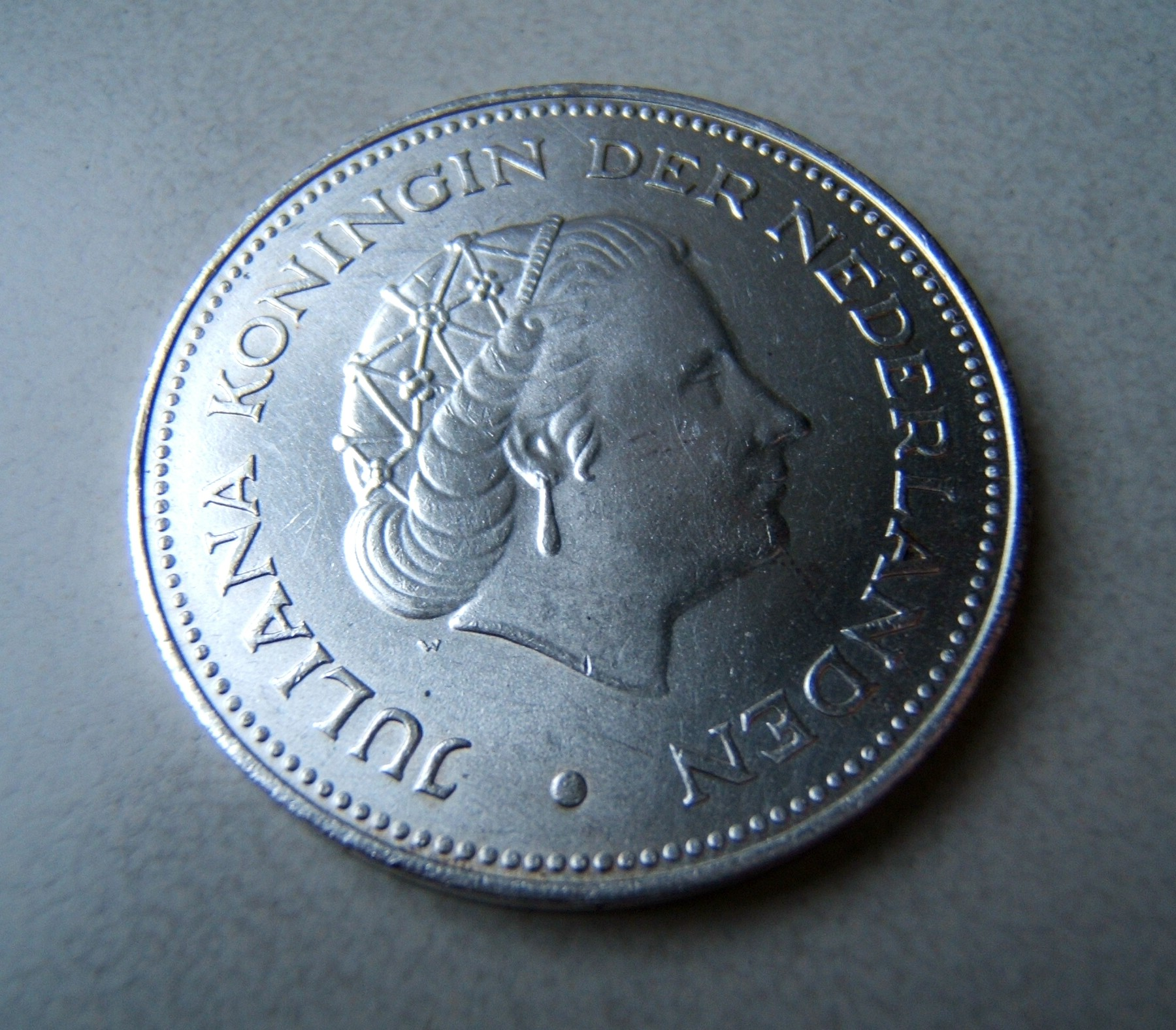
Nederland herrijst, 1970, kopzijde

Het zilveren tientje of 10 guldenmuntstuk was een zilveren munt die van 1970 tot 2001 door Nederland heeft gecirculeerd.
In 1994 werd het zilveren tientje als herdenkingsmunt opnieuw leven ingeblazen. In 1970 en 1973 werden onder koningin Juliana twee herdendenkingsmunten geslagen; in 1970 ter gelegenheid van de Nederlandse naoorlogse wederopbouw met de titel: Nederland Herrijst en in 1973 ter gelegenheid van het zilveren regeringsjubileum van koningin Juliana. Deze twee munten waren op dezelfde maat, hetzelfde gewicht en hetzelfde gehalte aan de vooroorlogse rijksdaalders, nu zouden ze geproduceerd worden met een diameter van 38 millimeter en een gewicht van 25 gram.
In 1994 werd ter gelegenheid van het vijftigjarig bestaan van de Benelux een speciale 10 guldenherdenkingsmunt geslagen waarvan de keerzijde precies hetzelfde zou zijn als de 250 Belgische frankmunt en 250 Luxemburgse frankmunt om het symbool van eenheid te tonen. Op de voorzijden van de Nederlandse munt zou koningin Beatrix worden afgebeeld, Jan van Luxemburg op de 250 Luxemburgse frankmunt en koning Albert II op de 250 Belgische frankmunt.
In 1995 werd vanwege de bepalingen in de Waarborgwet het gehalte van de zilveren tientjes verhoogd van 720/1000 naar 800/1000. Van het zilveren tientje zijn in deze periode nog vijf verschillende versies uitgegeven.

## 10 guldenmunt 1970
- Thema: Nederland Herrijst.

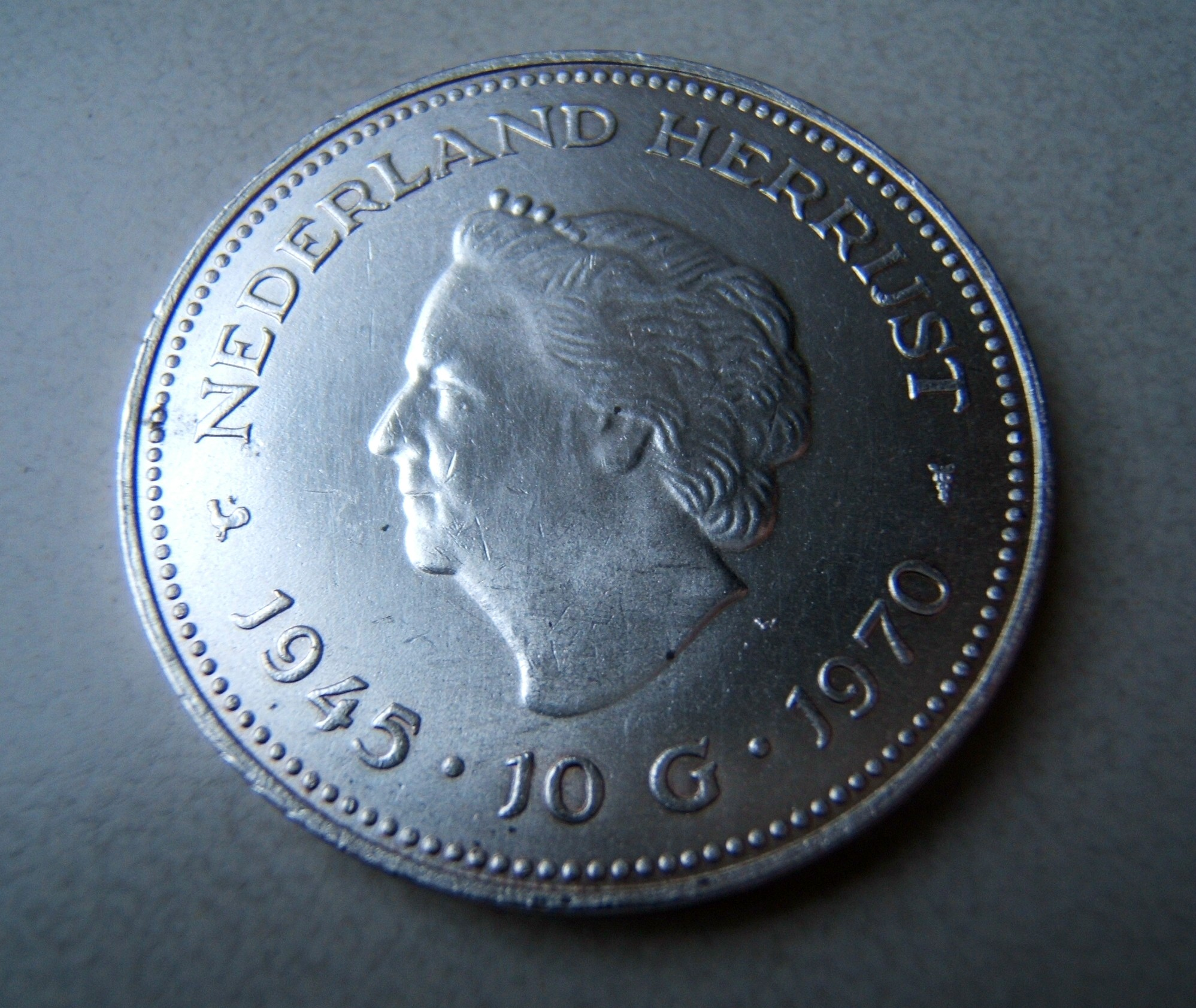
Nederland herrijst, 1970, muntzijde

- Voorzijde: Hoofd van H.M. koningin Juliana naar rechts.
- Keerzijde: Hoofd van H.M. koningin Wilhelmina naar links, daaronder 1945. 10G 1970. Daarboven Nederland herrijst.
- Metaal: zilver 720/1000
- Gewicht: 25,00 gram
- Diameter: 38.0 mm
- Kwaliteit: circulatie, Proof
- Nominale waarde: f 10,-
- Ontwerp: L.O.Wenckebach.
- Muntmeesterteken: Haan
- Oplage: Max. 6.000.100
- Randschrift: God zij met ons

## 10 guldenmunt 1973
- Thema: Zilveren regeringsjubileum H.M. koningin Juliana.
- Voorzijde: Hoofd van H.M. koningin Juliana naar rechts. *Keerzijde: Gekroond Nederlands wapen tussen 19 - 73.
- Metaal: zilver 720/1000
- Gewicht: 25,00 gram
- Diameter: 38.0 mm
- Kwaliteit: circulatie, Proof
- Nominale waarde: f 10,-
- Ontwerp: C.E Bruyn - Van Rood
- Muntmeesterteken: Haan
- Oplage: Max. 4.505.570
- Randschrift: God zij met ons

## 10 guldenmunt 1994
- Thema: 50 jaar Benelux.
- Voorzijde: Hoofd van H.M. koningin Beatrix naar links.
- Keerzijde: BE NE LUX 1944 1994, Parlementgebouwen en lakzegels.

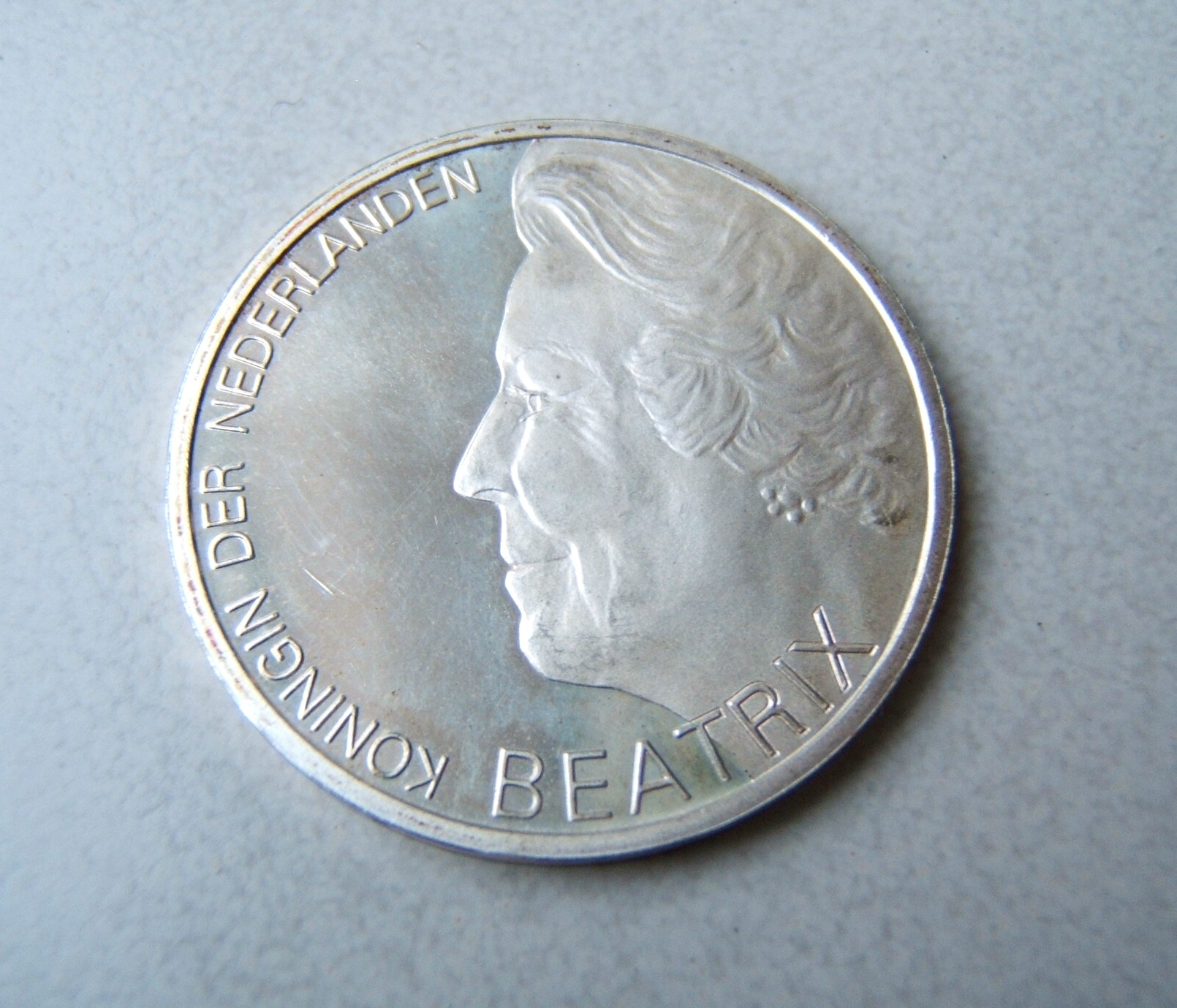
Hugo de Groot, 1995, kopzijde

- Metaal: zilver 720/1000
- Gewicht: 15,00 gram
- Kwaliteit: Circulatie, Proof
- Nominale waarde: f 10,-
- Ontwerp: W. Vis
- Muntmeesterteken: pijl + boog
- Oplage: Max. 2.066.500
- Randschrift: God zij met ons

## 10 guldenmunt 1995
- Thema: Ter nagedachtenis 350e sterfdag Hugo de Groot.
- Voorzijde: Hoofd van H.M. koningin Beatrix naar links.
- Keerzijde: Hugo de Groot symbolisch in kist, met daarboven de tekst DE IURE BELLI AC PACIS - Hugo de Groot 1583-1645.
- Metaal: zilver 800/1000
- Gewicht: 15,00 gram
- Kwaliteit: Circulatie, Proof
- Nominale waarde: f 10,-
- Ontwerp: J. Drupsteen
- Muntmeesterteken: pijl  + boog
- Oplage: 1.537.500
- Randschrift: God zij met ons

## 10 guldenmunt 1996
- Thema: Schilder Jan Steen.
- Voorzijde: Hoofd van H.M. koningin Beatrix naar links.
- Keerzijde: Jan Havickszoon Steen (1625/1626|26-1679)
- Metaal: zilver 800/1000
- Gewicht: 15,00 gram
- Kwaliteit: Circulatie, Proof
- Nominale waarde: f 10,-
- Ontwerp: E. Claus
- Muntmeesterteken: pijl  + boog
- Oplage: Max. 1.551.000
- Randschrift: God zij met ons

## 10 guldenmunt 1997
- Thema: 50 jaar Marshall Plan.
- Voorzijde: Hoofd van H.M. koningin Beatrix naar links.
- Keerzijde: Hoofd George C. Marshall met daarboven de tekst: European Recovery Program  1947.
- Metaal: zilver 800/1000
- Gewicht: 15,00 gram
- Kwaliteit: Circulate, Proof
- Nominale waarde: f 10,-
- Ontwerp: B. Strik
- Muntmeesterteken: pijl  + boog
- Oplage: Max. 1.051.500
- Randschrift: God zij met ons

## 10 guldenmunt 1999
- Thema: millennium.
- Voorzijde: twaalf ellipsvormige ringen met klein portret koningin Beatrix daarboven.
- Keerzijde: idem met jaartal 2000.
- Metaal: zilver 800/1000
- Gewicht: 15,00 gram
- Kwaliteit: Circulatie, Proof
- Nominale waarde: f 10,-
- Ontwerp: H. Jongenelis.
- Muntmeesterteken: pijl  + boog
- Oplage: Max. 1.300.000
- Randschrift: God zij met ons

Sinds 28 januari 2002 is de 10 gulden geslagen in 1970, 1973, 1994, 1995, 1996, 1997 en 1999 die nog tot 2001 circuleerde geen wettig betaalmiddel meer.